# Commémoration de la Première Guerre mondiale
Pour un article plus général, voir Première Guerre mondiale.

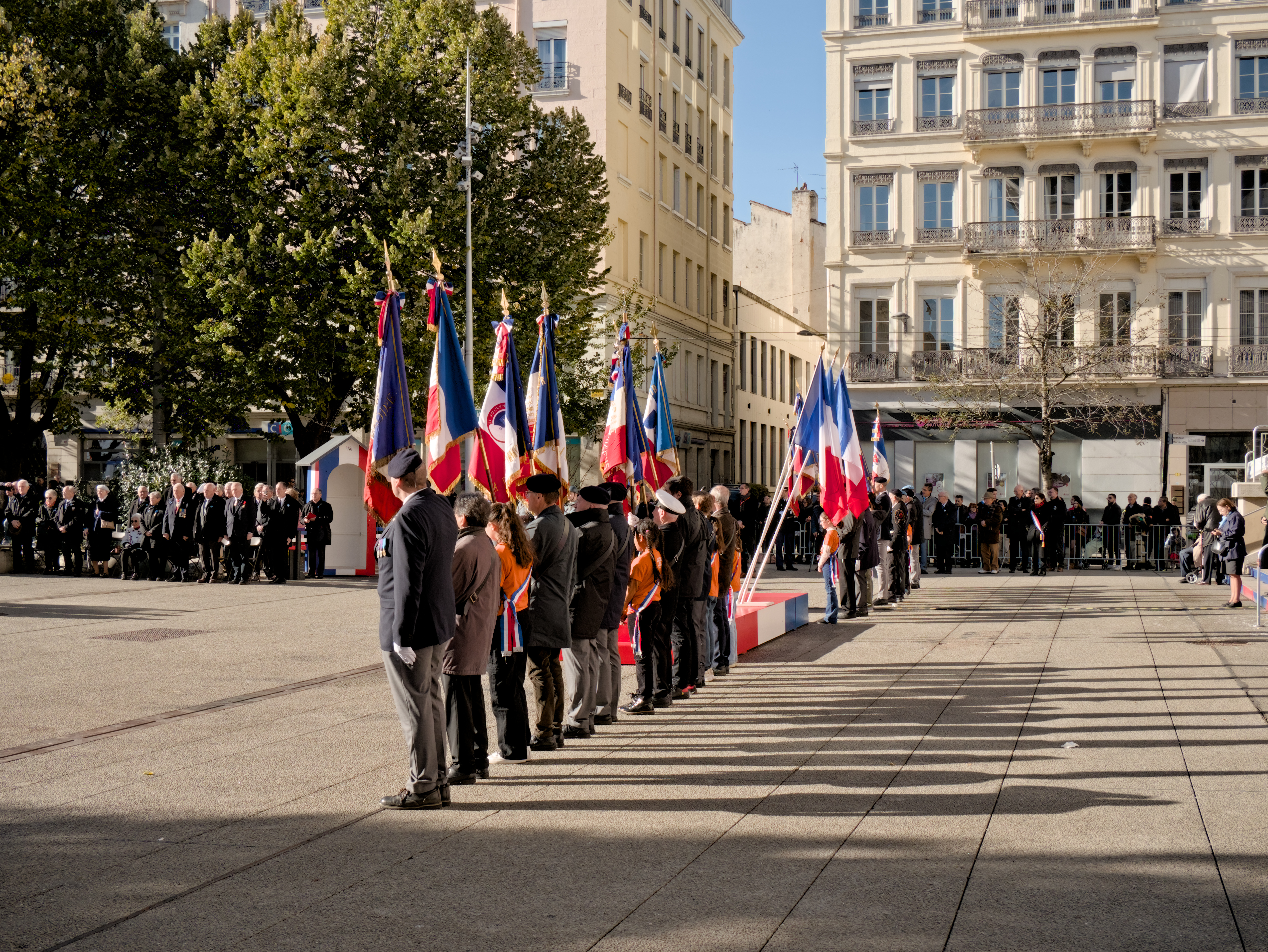
Parade du Jour du Souvenir 2023 à Saint-Étienne (France).

La commémoration de la Première Guerre mondiale regroupe des cérémonies, monuments et initiatives visant à honorer la mémoire des victimes et à rappeler les leçons du conflit. Ces activités, variées selon les pays, incluent des événements comme le Jour du Souvenir et la construction de mémoriaux. Elles reflètent des perspectives historiques et culturelles propres à chaque nation, tout en promouvant un devoir de mémoire universel.

## Monuments aux morts
La Première Guerre mondiale qui se déroula de 1914 à 1918 est la principale guerre commémorée par les monuments aux morts. Cette guerre a mis en jeu plus de soldats, provoqué plus de décès et causé plus de destructions matérielles que toute guerre antérieure. Plus de 60 millions de soldats y ont pris part,. Pendant cette guerre, environ 9 millions de personnes sont décédées et environ 8 millions sont devenues invalides,.

## Mémoriaux
La Première Guerre mondiale ayant été sans précédent par le nombre des victimes et l'ampleur des destructions, les cimetières militaires, les mémoriaux, construits sur les lieux de combats où non, sont devenus des lieux de mémoire en hommage aux combattants et en souvenir des souffrances endurés par eux. Cet article a pour but de dresser la liste des principaux lieux de mémoire de la Grande Guerre.